# OE-Cake!
OE-Cake! — двовимірний симулятор фізики, який використовувався для демонстрації рушія Octave Engine. Це був один з перших рушіїв який міг реалістично симулювати гідродинаміку в реальному часі. В програмі, яка працює як графічний редактор, користувач може додавати об'єкти і спостерігати як вони взаємодіють підкоряючись законам фізики. Також в ній реалізовано моделювання рідин, газів, твердих і еластичних тіл, тертя, тиску.
OE-Cake пізніше був витіснений більше неіснуючим вебзастосунком PhysiCafe, який був демонстрацією того ж рушія.
Ім'я OE-Cake походить від ім'я рушія і слова "cake" яке приблизно означає малювати японською мовою.

## Формат файлу
OE-Cake використовує .oec розширення для збереження файлів, яке своєю чергою має відкритий текстовий формат. Ця особливість надає можливість змінювати поведінку об'єктів і рушія.